# Mark Trumbo
Mark Daniel Trumbo (ur. 16 stycznia 1986) – amerykański baseballista występujący na pozycji pierwszobazowego i zapolowego w Baltimore Orioles.

## Przebieg kariery
Trumbo został wybrany w 2004 roku w osiemnastej rundzie draftu przez Anaheim Angels i początkowo występował w klubach farmerskich tego zespołu, między innymi w Salt Lake Bees, reprezentującym poziom Triple-A. W Major League Baseball zadebiutował 11 września 2010 w meczu przeciwko Seattle Mariners, zastępując w siódmym inningu pierwszobazowego Mike'a Napoli.
W sezonie 2011 spośród debiutantów miał najwięcej zdobytych w lidze home runów (29) i zaliczonych RBI (87), jednak nagrodę MLB Rookie of the Year Award otrzymał Jeremy Hellickson z Tampa Bay Rays. W sezonie 2012 po raz pierwszy w karierze został powołany do Meczu Gwiazd. W grudniu 2013 w ramach wymiany zawodników przeszedł do Arizona Diamondbacks. W czerwcu 2015 w ramach kolejnej wymiany przeszedł do Seattle Mariners.
W grudniu 2015 został zawodnikiem Baltimore Orioles. 22 sierpnia 2016 został pierwszym baseballistą w historii klubu, który zdobył home runa w siedmiu kolejnych odbiciach. W sezonie 2016 zdobył najwięcej home runów w MLB (47). W tym samym roku został po raz pierwszy w swojej karierze wyróżniony spośród zapolowych, otrzymując Silver Slugger Award.
20 stycznia 2017 podpisał nowy, trzyletni kontrakt z Orioles.

## Nagrody i wyróżnienia
| Nagroda/wyróżnienie  | Lata       | Źródło |
| 2× All-Star          | 2012, 2016 | [ 1 ]  |
| Silver Slugger Award | 2016       | [ 9 ]  |